# Megarhyssa belluliflava
Megarhyssa belluliflava là một loài tò vò trong họ Ichneumonidae.